# Kurt Dresel
Kurt Max Dresel (ur. 25 maja 1892 w Berlinie, zm. 30 listopada 1951 w Nowym Jorku) – niemiecko-amerykański lekarz.

## Życiorys
Dorastał w Berlinie, po czym podjął studia medyczne tamże oraz we Fryburgu Bryzgowijskim. W 1917 roku uzyskał prawo do wykonywania zawodu lekarza. W latach 1919–1930 był asystentem Friedricha Krausa i Gustava von Bergmanna w II klinice Charité w Berlinie. Habilitował się w 1923 roku. W 1930 roku został naczelnym lekarzem Szpitala Britz w Berlinie.
W 1935 roku na podstawie Ustawy o obywatelstwie Rzeszy cofnięto mu pozwolenie na nauczanie. W 1938 roku wraz z żoną Mathilde i synem Peterem wyemigrował do Nowego Jorku. Od lutego 1944 roku był lekarzem w US Army. Zmarł w 1951 roku w wyniku komplikacji po zawale serca. Łącznie opublikował 68 prac.